# Pitões das Júnias
Pitões das Júnias (oft einfach Pitões) ist eine Gemeinde (Freguesia) im portugiesischen Kreis (Concelho) von Montalegre. In ihr leben 151 Einwohner (Stand 19. April 2021).

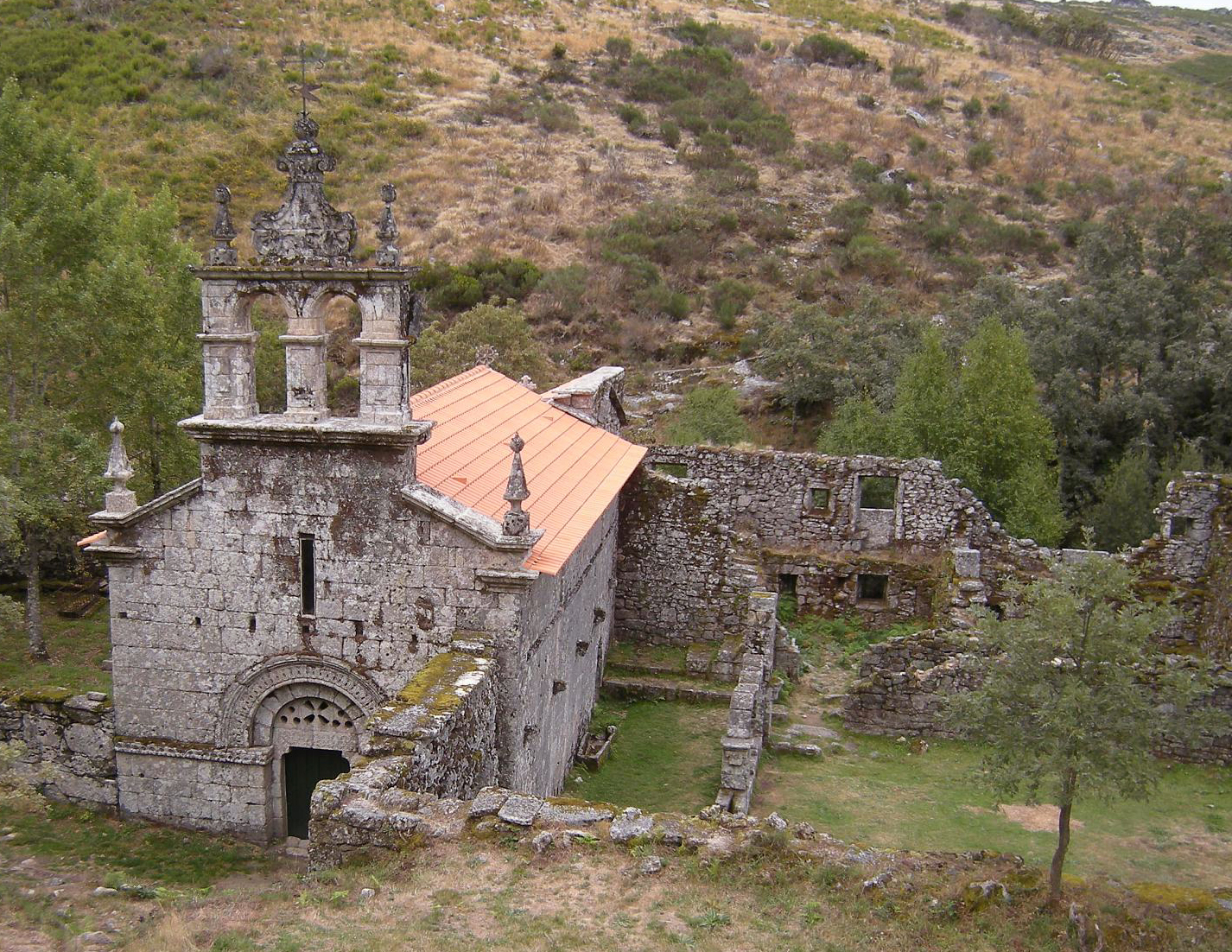
Die Ruinen des Klosters Mosteiro de Santa Maria das Júnias

## Geschichte
Hervorgegangen aus der aufgelösten alten Gemeinde São Vicente do Gerês, geht der Ort weiter zurück, auf das im 9. Jahrhundert hier gegründete Kloster Mosteiro de Santa Maria das Júnias. Im Verlauf des Restaurationskrieges erlitt der Ort mehrere Plünderungen durch die spanischen Invasoren, vor allem im Jahr 1665, blieb aber nach seinem weiteren erbitterten Widerstand portugiesisch.

## Kultur und Sehenswürdigkeiten
Die Ruinen des verfallenen Klosters, ein Wasserfall, und die Kapelle Capela de São João da Fraga befinden sich in der Gemeinde. Auch eine Niederlassung des ökologischen Museums Ecomuseu de Barroso aus Montalegre ist hier eingerichtet.
Pitões das Júnias liegt im Nationalpark Peneda-Gerês.

## Verwaltung
Pitões das Júnias ist Sitz einer gleichnamigen Gemeinde. Sie besteht nur aus dem einen Ort.